# Alan Pauls

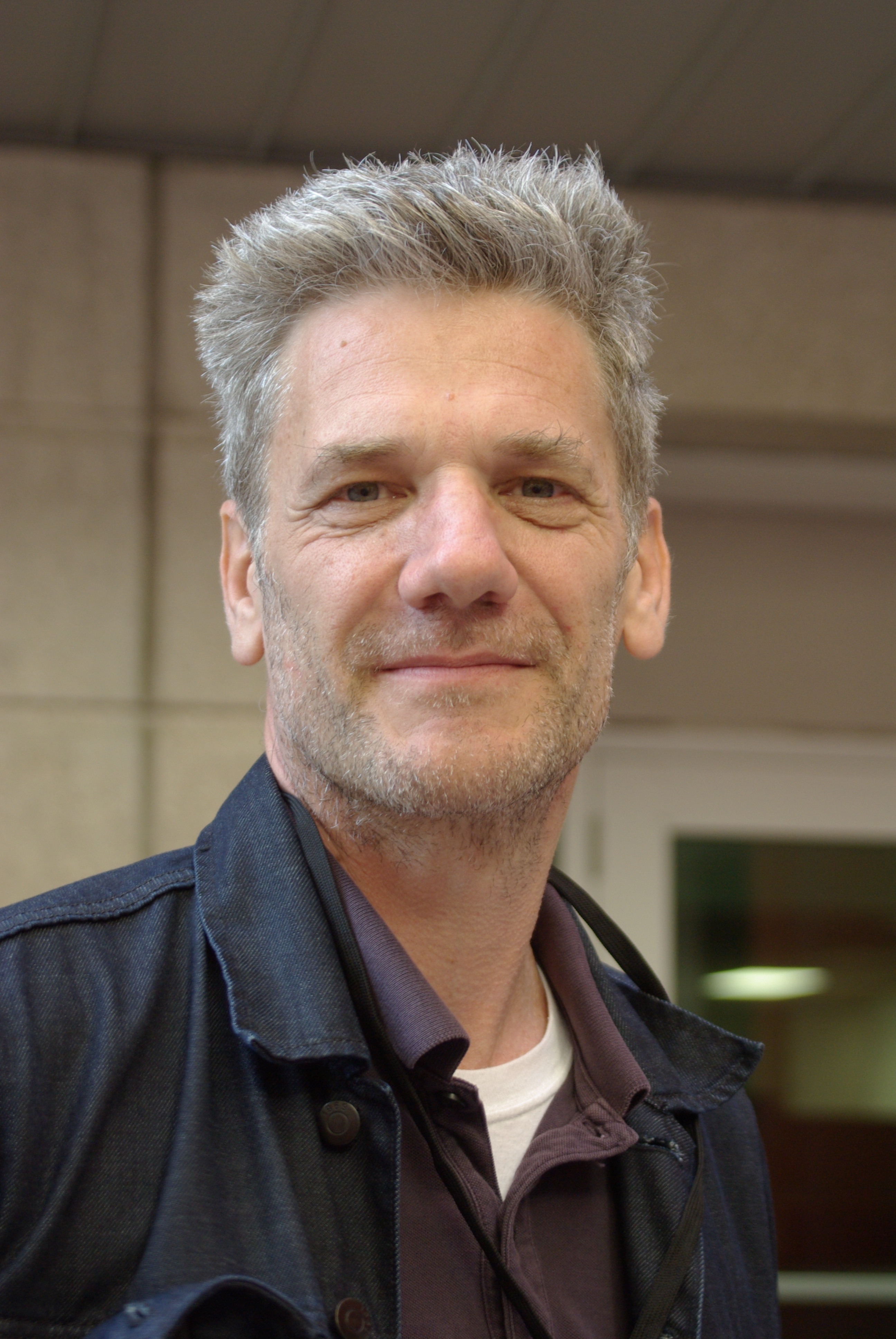
Alan Pauls (2011)

Alan Pauls (* 29. April 1959 in Colegiales, Buenos Aires) ist ein argentinischer Journalist und Schriftsteller.

## Leben
Alan Pauls studierte u. a. Literaturwissenschaften an der Universidad de Buenos Aires (UBA) und konnte dieses Studium erfolgreich abschließen. Anschließend begann er für die Tageszeitung „La Nación“ und „Página/12“ zu schreiben und wurde dort auch für einige Zeit Redakteur. 
Später nahm Pauls einen Ruf an die UBA an und wirkt seitdem dort als Dozent für Literaturgeschichte. 1984 konnte er mit seinem Roman „El pudor del pornógrafo“ erfolgreich debütieren und es entstand bis heute ein von der Literaturkritik wie auch vom Publikum hochgelobtes literarisches Œuvre. Im September 2010 war Pauls Gast des Internationalen Literaturfestivals Berlin.
Pauls lebt zusammen mit seiner Ehefrau und seiner Tochter in Buenos Aires.

## Ehrungen
- 2003: Premio Herralde de Novela für den Roman „El pasado“[3]

## Zitat
Der chilenische Schriftsteller Roberto Bolaño nannte Pauls „einen der besten lebenden lateinamerikanischen Schriftsteller“, nachdem er die Erzählung El caso Berciani und den Roman Wasabi von ihm gelesen hatte. Bolaños Kolumne über Pauls, aus der diese Würdigung stammt, wurde erst einige Monate nach Bolaños Tod im Erscheinungsjahr von Pauls Roman El pasado (2003) veröffentlicht.

## Verfilmungen
- Der Regisseur Héctor Babenco brachte 2007 Pauls' Roman „El pasado“ unter dem gleichen Titel in die Kinos.

## Werke
Romane:
- El pudor del pornógrafo, Buenos Aires 1984
- El coloquio, Buenos Aires 1990
- Wasabi, Buenos Aires 1994
- El pasado, Buenos Aires 2003 (deutsch: Die Vergangenheit. Aus dem Spanischen von Christian Hansen. Klett-Cotta, Stuttgart 2009, ISBN 978-3-608-93705-3)[6]
- Historia del llanto, Barcelona 2007 (deutsch: Geschichte der Tränen. Aus dem Spanischen von Christian Hansen. Klett-Cotta, Stuttgart 2010, ISBN 978-3-608-93710-7)
- Historia del pelo, Barcelona 2010 (deutsch: Geschichte der Haare. Aus dem Spanischen von Christian Hansen. Klett-Cotta, Stuttgart 2012, ISBN 978-3-608-93958-3)[7]
- Historia del dinero, Barcelona 2013
- La mitad fantasma, Literatura Random House, Buenos Aires 2021

Essays:
- Manuel Puig, „La traición de Rita Hayworth“ (= Biblioteca Crítica Hachette. Band 7). Hachette, Buenos Aires 1986, ISBN 950-506-136-6.
- Lino Palacio, „la infancia de la risa“. Espasa Calpe, Buenos Aires 1995.
- Cómo se escribe el diario íntimo. El Ateneo, Buenos Aires 1996 (Essays über Roland Barthes, Ernst Jünger, Franz Kafka, Robert Musil und viele andere).
- El factor Borges. Nueve ensayos. Fondo de Cultura Económica, Buenos Aires 2000 (Neuauflage bei Anagrama, Barcelona 2004, ISBN 84-339-6214-0).
- La vida descalza. Playas. Sudamericana, Buenos Aires 2006, ISBN 978-950-072746-4.

Drehbücher:
- mit Fito Paéz, Cristian Pauls: El censor.
- mit Fito Paéz, Cristian Pauls: Los enemigos. 1983.
- mit Fito Paéz, Cristian Pauls: Sinfín. 1986.
- mit Fito Paéz, Cristian Pauls: Vidas privadas.